# معاداة الأرمن في أذربيجان
تنتشر المشاعر المعادية للأرمن أو رهاب الأرمن في أذربيجان، ويرجع ذلك أساسًا إلى الصراع حول قرة باغ. وفقًا للمفوضية الأوروبية لمناهضة العنصرية والتعصب (ECRI)، فإن الأرمن هم "المجموعة الأكثر ضعفًا في أذربيجان في مجال العنصرية والتمييز العنصري". وفقًا لاستطلاع الرأي عام 2012، يرى 91٪ من الأذربيجانيين أن أرمينيا "أكبر عدو لأذربيجان". تستخدم كلمة "أرميني" على نطاق واسع كإهانة في أذربيجان. الآراء النمطية المتداولة في وسائل الإعلام لها جذور عميقة في الوعي العام".
طوال القرن العشرين، شارك الأرمن وسكان القوقاز المسلمون - الأذربيجانيون الذين كان يطلق عليهم «تتار القوقاز»، في العديد من النزاعات. عززت المذابح والحروب الهويات العرقية المتعارضة بين المجموعتين، وساهمت في تنمية الوعي القومي بين الأرمن والأذريين. من عام 1918 إلى عام 1920، حدثت عمليات قتل منظمة للأرمن في أذربيجان، وخاصة في المراكز الثقافية الأرمنية في باكو وشوشا، في ظل الإمبراطورية الروسية.
ومع ذلك، فإن رهاب الأرمن المعاصر في أذربيجان تعود جذوره إلى السنوات الأخيرة من الاتحاد السوفيتي، عندما طالب الأرمن سلطات موسكو بنقل إقليم مترفعات قرة باغ ذاتي الحكم في جمهورية أذربيجان الاشتراكية السوفياتية إلى جمهورية أرمينيا الاشتراكية السوفياتية. وردا على تلك المطالب الأرمنية، نظمت مسيرات مناهضة للأرمن في مختلف المدن، حيث شجعت الجماعات القومية المشاعر المعادية للأرمن التي أدت إلى مذابح في سومغايت، كيروفاباد وباكو. غادر ما يقدر بـ 350.000 أرمني بين عامي 1988 و1990 كنتيجة مباشرة للعنف الموجه ضدهم.
تصاعدت الخلافات حول ملكية قرة باغ النهاية إلى صراع عسكري واسع النطاق، حيث سيطرت القوات الأرمينية على معظم إقليم قرة باغ المتمتع بالحكم الذاني الإضافة إلى سبع مناطق مجاورة. ووفقًا لمنظمة هيومن رايتس ووتش، ارتكبت القوات الأرمينية في قره باغ وحكومتا أذربيجان وأرمينيا انتهاكات منهجية لحقوق الإنسان. تم التوصل إلى وقف إطلاق النار في عام 1994، ساهم النزاع مع أرمينيا حول قرة باغ بالإضافة إلى وجود ما يصل إلى 880.000 لاجئ ومشرد داخليًا في أذربيجان بشكل كبير في تفاقم الوضع الاقتصادي والاجتماعي والسياسي في أذربيجان، مع احتلال حوالي 14٪ «قبل حرب قرة باغ في 2020»  من أراضي البلاد من قبل القوات الأرمنية.
اتهم الجانب الأرميني الحكومة الأذربيجانية بتنفيذ سياسة مناهضة للأرمن داخل وخارج البلاد، والتي تشمل دعاية الكراهية تجاه أرمينيا والأرمن وتدمير التراث الثقافي الأرمني.

## الفترة المبكرة
كانت هناك حالات عديدة من مناهضة الأرمن في أذربيجان عبر التاريخ. بين عامي 1905 و 1907، أسفرت مذابح الأرمن-التتار عن مقتل الآلاف من الأرمن والأذربيجانيين. وبحسب أستاذ التاريخ فيروز كاظم زاده، «من المستحيل إلقاء اللوم على المذابح على الجانبين. ويبدو أنه في بعض الحالات أطلق الأذربيجانيون الطلقات الأولى، وفي حالات أخرى أطلقوا الأرمن».

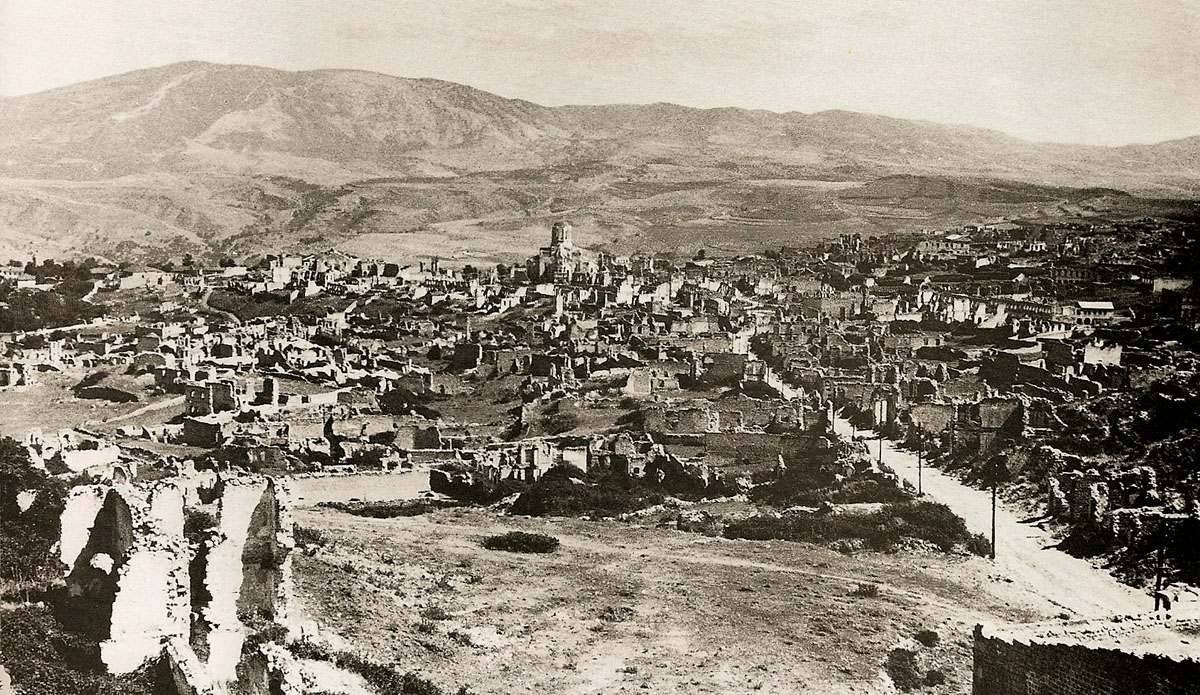
أنقاض حي شوشا الأرمني بعد تدميره من قبل الجيش الأذربيجاني عام 1920.

بدأت موجة من المذابح ضد الأرمن في الأراضي التي تسيطر عليها أذربيجان في عام 1918 واستمرت حتى عام 1920، عندما انضمت كل من أرمينيا وأذربيجان إلى الاتحاد السوفيتي. أولاً في سبتمبر 1918، وقعت مذبحة لأرمن باكو، مما أسفر عن مقتل ما يقدر بـ 10,000 إلى 30,000 من الأرمن العرقيين انتقاما من أيام مارس. تم استدعاء الحدث لاحقًا في أيام سبتمبر. في 5-7 يونيو 1919 تم ارتكاب مذبحة أخرى ضد للأرمن في خيباليكند في قرة باغ. قُتل ما يصل إلى 700 أرمني في مذبحة نظمها الحاكم العام لكاراباخ خسروف بيك سلطانوف بقيادة شقيقه سلطان بك سلطانوف. في مارس 1920 وقعت مذبحة لأرمن شوشا ردا على هجوم نوروز الذي ارتكبه الأرمن ضد الأذربيجانيين المحليين وكذلك ضد الجيش الأذربيجاني. تقديرات أعداد الضحايا غير مؤكدة وتتراوح من بضع مئات إلى 20.000 - 30.000 ضحية. قبل وأثناء الثورة الروسية عام 1917، كانت معاداة الأرمن أساس القومية الأذرية، وفي ظل النظام السوفيتي ظل الأرمن كبش الفداء المسؤولين عن أوجه القصور في الدولة والمجتمع والاقتصاد. خلال الحقبة السوفيتية، حاولت الحكومة السوفيتية تعزيز التعايش السلمي بين المجموعتين العرقيتين، لكن العديد من الأذريين استاءوا من المكانة الاجتماعية العالية للأرمن في أذربيجان، حيث كان العديد من الأرمن يُحترمون كجزء من المثقفين الأذربيجانيين. لكن عندما اندلع الصراع المليء بالفظائع حول قرة باغ، تشدد الرأي العام في كلا البلدين بشأن الآخر.

## خلال حرب قرة باغ الأولى
بدأ نزاع ناغورنو كاراباخ بمظاهرات في فبراير 1988 في يريفان، أرمينيا الاشتراكية السوفياتية، للمطالبة بضم إقليم مرتفعات قره باغ ذاتي الحكم التابع لجمهورية أذربيجان الاشتراكية السوفياتية إلى جمهورية أرمينيا الاشتراكية السوفياتية. صوت المجلس الإقليمي لمرتفعات قره باغ على الانفصال عن أذربيجان والانضمام إلى جمهورية أرمينيا الاشتراكية السوفياتية. أدت هذه الأحداث إلى مذبحة سومجايت حيث تعرضت مدينة سومجيت في الفترة ما بين 26 فبراير و 1 مارس لأربعة أيام من أعمال الشغب العنيفة ضد الأرمن والتي قتل خلالها 32 شخصً، من بينهم 26 من الأرمن العرقيين، تميزت المذبحة بعدد كبير من الفظائع - تمت مهاجمة شقق الأرمن (التي تم تحديدها مسبقًا) وتعرض السكان للقتل والاغتصاب والتشويه العشوائي من قبل مثيري الشغب الأذربيجانيين. لم تتخذ السلطات الأذربيجانية أي إجراءات على الإطلاق لوقف الفظائع، ولم تتخذ الشرطة المحلية أي إجراء. ووصف عدد من المصادر الدولية والسوفيتية الأحداث بأنها إبادة جماعية للسكان الأرمن.
بعد عدة أيام من الاضطرابات المستمرة، إقتحمت سلطات موسكو المدينة بالمظليين والدبابات. فر جميع الأرمن في سومجيت البالغ عددهم 14000 تقريبًا من المدينة بعد المذبحة. الصحفي البريطاني توماس دي وال، الذي نشر في عام 2005 كتابًا وثائقيًا عن بلاك جاردن حول نزاع كاراباخ: «أول عنف جماعي على الإطلاق في أواخر الحقبة السوفيتية» كانت مذبحة للأرمن في سومجيت - اندلعت الاضطرابات على أسس عرقية في بلدة سومجيت في أذربيجان الاشتراكية السوفياتية في فبراير 1988، مصحوبة بالعنف الجماعي ضد السكان الأرمن في المدينة إلى جانب النهب والحرق العمد والقتل وتدمير الممتلكات. في فبراير 1988 في جلسة المكتب السياسي للجنة المركزية في موسكو، تم الاعتراف رسميًا بأن المذابح الجماعية والقتل في سومجيت قد نُفِّذت على أساس العرق.
لم تهتم الدولة أبدا لمذبحة سومجيت؛ لم يظل الجناة بلا عقاب فحسب، بل حصل بعضهم على ألقاب أبطال وطنيين بالإضافة إلى مناصب رفيعة في الحكومة. وقد أدى ذلك إلى مزيد من تصعيد النزاع، وفقًا لتقييم ميموريال.
في أعقاب مذبحة سومجيت، وقعت مذابح جديدة في كنجه ولاحقًا في باكو في عام 1990. في نوفمبر 1988، تم إيقاف مذبحة كيروفاباد من قبل القوات السوفيتية، مما أدى إلى اتجاه هجرة دائمة للأرمن بعيدًا عن أذربيجان.
مع مرور الوقت، نما التوتر بين الدولتين بسرعة. في يناير 1990، نظم القوميون الأذربيجانيون مذبحة للأرمن في باكو، مما أسفر عن مقتل ما لا يقل عن 90 أرمنيًا وتشريد ما يقرب من 200000 أرمني. صرح دي وال أن الجبهة الشعبية لأذربيجان (التي أصبحت حزب الجبهة الشعبية الأذربيجانية لاحقًا) كانت مسؤولة عن المذبحة الجماعية، حيث صرخوا «عاشت باكو بدون أرمن!».
خلال الحرب، في 10 أبريل 1992، نفذ الأذربيجانيون مذبحة ماراجا، مما أسفر عن مقتل ما لا يقل عن 40 أرمنيًا.

## بعد 1994

### في وسائل الإعلام
تلاحظ المفوضية الأوروبية لمناهضة العنصرية والتعصب أن وسائل الإعلام الرئيسية في أذربيجان "تنتقد بشدة، دون تمييز واضح بين تلك الدولة والأشخاص من أصل أرمني المقيمين في أذربيجان". كما تورط بعض القنوات التلفزيونية والمواطنين البارزين والسياسيين والسلطات المحلية والوطنية في "تأجيج المشاعر السلبية في المجتمع تجاه الأرمن" وفقًا للجنة، فإن التحيز ضد الأرمن" متأصلاً أن وصف شخص ما بأنه أرمني في وسائل الإعلام يعتبر من قبل بعض الناس - بما في ذلك بعض الأرمن أنفسهم - وصفها بأنها إهانة تبرر الشروع في إجراءات قضائية ضد من يدلي بهذه الأقوال". كما أن هناك تغطية إعلامية واسعة لبعض التصريحات الصادرة عن شخصيات عامة ورجال دولة أذربيجانيين تظهر عدم التسامح. في عام 2008، أدلى الله شكور باشازادي، الزعيم الديني لمسلمي القوقاز بتصريح مفاده أن "الباطل والخيانة في دم الأرمن.

### التلقين في المدارس
صرح المؤرخ الأذربيجاني عارف يونس أن الكتب المدرسية الأذربيجانية تصف الأرمن بألقاب مثل "قطاع الطرق" و "المعتدين" و "الخونة" و "المنافقين. وسُجن هو وزوجته بتهمة التجسس لصالح أرمينيا.

ياسمين كيليت عقلار في دراستها بعنوان «الأمة والتاريخ في الكتب المدرسية الأذربيجانية» توصلت إلى الاستنتاج التالي:
«تسيء الكتب المدرسية الرسمية الأذربيجانية استخدام التاريخ لتشجيع الكراهية ومشاعر التفوق العرقي والقومي. يتم تقديم الأرمن ... كأعداء تاريخيين ويتم الاستهزاء بهم بلغة شديدة القوة [كتاب التاريخ للصف الخامس من تأليف] آتا يوردو يثير العداء المباشر للأرمن والروس. حتى لو نجحت جهود إحلال السلام في ناغورنو كاراباخ ، كيف يمكن توقع استمرارها؟ كيف يمكن لجيل جديد أن يعيش مع الأرمن في تعايش سلمي بعد أن غُرِس في مثل هذه التحيزات؟ حتى الآن، فإن القومية المدنية التي يتحدث عنها المسؤولون الأذربيجانيون تبدو أسطورة بعيدة أو مجرد أداة خطابية».

### تدمير التراث الثقافي
ابتداء من عام 1998، بدأت أرمينيا في اتهام أذربيجان بالبدء في حملة لتدمير مقبرة من المنحوتات الأرمنية الخاشكار في المقبرة الأرمنية في جلفا. وقدمت عدة منظمات أرمينية ودولية نداءات تدين الحكومة الأذربيجانية وتطالبها بالكف عن مثل هذا النشاط. في عام 2006، منعت أذربيجان البرلمانيين الأوروبيين من التحقيق في الادعاءات، واتهمتهم بـ «نهج متحيز وهستيري» تجاه القضية، وذكرت أنها لن تقبل وفداً إلا إذا زار ذلك الوفد الأراضي التي يحتلها الأرمن. في ربيع عام 2006، أفاد صحفي زائر من معهد صحافة الحرب والسلام أنه لا توجد آثار مرئية للمقبرة الأرمنية. في نفس العام، أظهرت صور التقطت من إيران أن موقع المقبرة قد تحول إلى ميدان رماية عسكري.
ردًا على حظر أذربيجان للتحقيق في الموقع من قبل مجموعات خارجية، في 8 ديسمبر 2010، أصدرت الجمعية الأمريكية لتقدم العلوم تحليلاً لصور الأقمار الصناعية عالية الدقة لموقع مقبرة جلفا التي التقطت في عامي 2003 و 2009. خلص التحقيق إلى أن صور الأقمار الصناعية كانت متسقة مع التقارير الواردة من المراقبين على الأرض، وأن "الدمار الكبير والتغييرات في درجة التضاريس" قد حدث بين عامي 2003 و 2009، وأن منطقة المقبرة "من المحتمل أن تكون قد دمرت وتم تسويتها لاحقًا. بواسطة معدات تحريك التربة.
في عام 2019، وصف تدمير أذربيجان للتراث الثقافي الأرمني بأنه «أسوأ إبادة ثقافية في القرن الحادي والعشرين» في حالة الحساسية المفرطة، متجاوزًا تدمير التراث الثقافي من قبل داعش. وشمل هذا الدمار «89 كنيسة من العصور الوسطى، 5840 حجر على شكل صليب، و 22000 شاهد قبر».
قصفت القوات الأذربيجانية كاتدرائية غزانتشوتس التاريخية في شوشا التي يعود تاريخها إلى القرن التاسع عشر خلال حرب مرتفعات قره باغ 2020. تم الانتهاء من الكاتدرائية في عام 1887 وهي مقر أبرشية أرتساخ للكنيسة الرسولية الأرمنية. كما تعرضت مدينة تيغراناكيرت الأرمنية الهلنستية التي يبلغ عمرها 2000 عام للقصف بالمدفعية الأذربيجانية خلال هذا الصراع.

### حوادث عنف وكراهية
في عام 2004، قتل الملازم الأذربيجاني راميل صفروف الملازم الأرميني جورجن ماركاريان أثناء نومه في برنامج الناتو للشراكة من أجل السلام. في عام 2006، حُكم على سافروف بالسجن المؤبد في المجر مع فترة سجن لا تقل عن 30 عامًا. بعد طلبه بموجب اتفاقية ستراسبورغ، تم تسليمه  في 31 أغسطس 2012 إلى أذربيجان حيث تم الترحيب به كبطل عفا عنه الرئيس الأذربيجاني على الرغم من الضمانات التي قدمها للمجر، رُقي إلى رتبة رائد وأعطي شقة وأجر أكثر من ثماني سنوات. قطعت جمهورية أرمينيا علاقاتها الدبلوماسية مع المجر بعد هذا الحادث.
في عام 2007، طرح على رئيس فريق الشطرنج الوطني الأذربيجاني، تيمور رجبوف، سؤالاً حول شعوره حيال اللعب ضد المنتخب الأرمني وأجاب:«"العدو هو العدو. كلنا نشعر بالكراهية تجاههم"».
في 4 أبريل، خلال 2016 اشتباكات بين أرمينيا وأذربيجان، أفيد بأن القوات الأذربيجانية قطعت رأس جندي أرمني من أصل يزيدي، كرم سلويان، مع صور وفيديوهات لرأسه المقطوعة نشرت على شبكات التواصل الإجتماعي.
خلال حرب قرة باغ 2020، ظهرت عدة مقاطع فيديو على الإنترنت تظهر قطع الرؤوس والتعذيب والتشويه لأسرى الحرب الأرمن على يد القوات الأذربيجانية. أظهر شريط فيديو إعدام اثنين من الأرمن الأسرى على يد جنود أذربيجانيين؛ حددت سلطات أرتساخ أحدهم بأنه مدني. تم التأكد أن مقاطع الفيديو كانت من هادروت وتم تصويرها في وقت ما بين 9-15 أكتوبر 2020. مقطع فيديو آخر يظهر جنديًا أذربيجانيًا يقطع رأس أرميني مسن وهو يتوسل للبقاء على قيد الحياة باللغة الأذربيجانية. أفادت هيومن رايتس ووتش عن الاعتداء الجسدي والإهانة على الأسرى الأرمن من قبل آسريهم الأذربيجانيين، مضيفة أن معظم الخاطفين لا يخشون المحاسبة، حيث كانت وجوههم ظاهرة في مقاطع الفيديو. تحدثت هيومن رايتس ووتش مع عائلات بعض أسرى الحرب في مقاطع الفيديو، الذين قدموا صوراً ووثائق أخرى تثبت هويتهم، وأكدوا أن هؤلاء الأقارب كانوا يخدمون إما في جيش الدفاع في آرتساخ، أو في القوات المسلحة الأرمينية.

### المنع من دخول أذربيجان
ما لم يتم إصدار تأشيرة أو أمر رسمي من قبل السلطات الأذربيجانية، فإن حكومة أذربيجان تدين أي زيارة يقوم بها مواطنين أجانب إلى منطقة مرتفعات قرة باغ الانفصالية (جمهورية أرتساخ) والأراضي المحيطة بها والجيوب الأذربيجانية في كاركي.ويوخاري اسكيبارا و Barxudarlı و Sofulu التي تعد بحكم القانون جزءًا من أذربيجان تحت الاحتلال الأرمني. تعتبر أذربيجان دخول هذه الأراضي عبر أرمينيا (كما هو الحال عادة) انتهاكًا لسياسة الهجرة والتأشيرات الخاصة بها. سيتم منع المواطنين الأجانب الذين يدخلون هذه الأراضي بشكل دائم من دخول أذربيجان وسيتم إدراجهم في قائمة الأشخاص غير المرغوب فيهم من قبل وزارة الخارجية الأذربيجانية.
بالإضافة إلى الأشخاص المعلنين غير المرغوب فيهم، مُنع العديد من الزوار الآخرين من دخول البلاد بسبب هويتهم العرقية الأرمنية ديانا ماركوسيان، صحفية تحمل الجنسية الأمريكية والروسية، وهي أيضًا من أصل أرمني، مُنعت من دخول أذربيجان بسبب انتمائها العرقي في عام 2011. تم منع ظافر زويان، وهو مصارع محترف من أصول تركية، من دخول أذربيجان لأن اسمه الأخير يشبه اسم شخص أرمني.
في مايو 2016، تم رفض دخول طفل يبلغ من العمر ثماني سنوات يحمل اسم عائلة أرمني إلى أذربيجان. كان لوكا فاردانيان، وهو مواطن روسي، في رحلة مدرسية إلى أذربيجان من روسيا. أثناء وجوده في مطار حيدر علييف، تم اعتقال الصبي على الرغم من السماح لزملائه في الفصل بتجاوز الجمارك. بعد احتجازه لعدة ساعات، قررت الأم التي رافقته خلال الرحلة مغادرة أذربيجان على الفور.

### تصريحات من أشخاص ذو مناصب رسمية
خلال جلسة استماع عام 2009 في مجلس النواب بالولايات المتحدة، قال عضو الكونجرس هوارد بيرمان إنه «يشعر بقلق عميق من سلسلة التصريحات العدائية المتزايدة التي صدرت خلال العام الماضي حول قرة باغ من قبل كبار المسؤولين الأذربيجانيين»، مثل المتحدث باسم وزير الدفاع الأذربيجاني سفر أبييف في عام 2004، الذي صرح بأنه "«لن تكون هناك دولة أرمينيا في جنوب القوقاز خلال السنوات الخمس والعشرين القادمة. هؤلاء الناس ... ليس لديهم الحق في العيش في هذه المنطقة. بنيت أرمينيا الحديثة على أراضي أذربيجانية تاريخية. اعتقد انه خلال 25-30 سنة ستصبح اراضيها مرة اخرى تحت سلطة اذربيجان» " في عام 2005، صرح رئيس بلدية باكو، حاجبالا أبو طالبوف خلال اجتماع مع وفد ألماني
«"هدفنا هو القضاء التام على الأرمن. أنتم أيها النازيون قد قضيتم بالفعل على اليهود في الثلاثينيات والأربعينيات، أليس كذلك؟ يجب أن تكونوا قادرين على فهمنا"».
قدم فيكتور كريفوبوسكوف، الذي كان في ذلك الوقت ضابطًا بوزارة الشؤون الداخلية في الاتحاد السوفيتي وعضوًا في بعثة حفظ السلام في قرة باغ، التقييم التالي لسياسة الدولة الحالية لأذربيجان:
«"تمت ترقية المجرمين إلى رتبة أبطال، ونصب النصب التذكارية في مقابرهم، مما يثبت أن حكومة أذربيجان تواصل فعلاً سياسة الإبادة الجماعية التي بدأت في نهاية القرن التاسع عشر وبداية القرن العشرين"».
في 16 يوليو 2020، خلال المناوشات الأرمنية الأذربيجانية لعام 2020، هددت وزارة الدفاع الأذربيجانية بضربة صاروخية على محطة للطاقة النووية في أرمينيا.

### طابع "أذربيجان 2020"

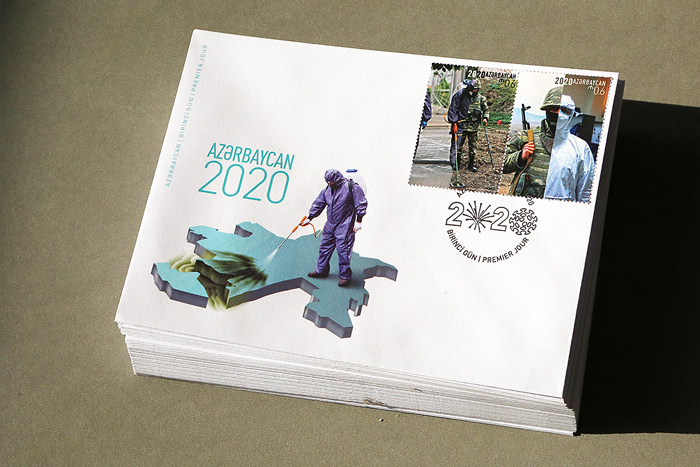
الطابع

في 30 ديسمبر 2020، أصدرت أذرماركا، التي تعمل تحت إشراف وزارة النقل والاتصالات والتكنولوجيات العالية في أذربيجان، طوابع بريدية "أذربيجان 2020"، والتي تم تخصيصها وفقًا للوزارة للأحداث المهمة لعام 2020: جائحة كوفيد-19 و حرب مرتفعات قره باغ الثانية. تم تزويد الطوابع البريدية برسم توضيحي مصاحب يظهر أحد متخصصي التطهير يقف فوق خريطة أذربيجان ويقوم بتطهير منطقة ناغورنو كاراباخ، ويصور على ما يبدو الأرمن العرقيين في المنطقة وكأنهم فيروس يحتاج إلى "القضاء عليه". وقد أثار هذا غضباً على وسائل التواصل الاجتماعي واتهامات بمشاعر معادية للأرمن.

### تصريحات من إلهام علييف
وقال المتحدث باسم الحزب الجمهوري الحاكم في أرمينيا: «يظهر علييف من خلال تصريحاته الساخرة أنه لا يزال هناك أنصار للفاشية في القرن الحادي والعشرين، وأن هذه الأيديولوجية تزدهر بفضل قادة مثله»، مضيفًا أن «ملاحظات [علييف] تُذكر بثلاثينيات وأربعينيات القرن العشرين و [تلك الخاصة بـ] هتلر».
في 19 أيلول / سبتمبر 2013، خلال حفل افتتاح «مجمّع الإبادة الجماعية التذكاري الذي أقيم في بلدة غوبا الشمالية الشرقية لتكريم ضحايا المذابح التي ارتكبتها القوات الأرمينية والبلشفية في المنطقة في عام 1918»، صرح الرئيس علييف أن «علم دولة أذربيجان يجب أن يلوح في شوشا، خانكندي والأذربيجانيون يجب أن يعيشوا في أراضيهم التاريخية في المستقبل. أراضينا التاريخية هي مناطق خانات يريفان وقويزي وزانغازور. ستكون هناك أوقات. سنعيش في هذه الأراضي». وواصل مدح راميل سفروف قائلاً: «أعادت أذربيجان ضابطها راميل سفروف إلى وطنه، ومنحته الحرية وأعادت العدالة».
في 29 يناير 2015، نشر إلهام علييف تغريدة يقول فيها «أرمينيا ليست حتى مستعمرة، فهي لا تستحق حتى أن تكون خادمة».

### الموقف من الإبادة الجماعية للأرمن
تنفي الحكومة الأذربيجانية رسميًا انطباق كلمة «إبادة جماعية» على الإبادة الجماعية للأرمن عام 1915.

## ردود الفعل

### أرمينيا
في عام 2011، قال رئيس أرمينيا سيرج سركسيان في خطابه أمام الجمعية العامة للأمم المتحدة:
«لقد حولت باكو رهاب الأرمن إلى دعاية رسمية على مستوى أبعد من الخطورة. إنه ليس تقييمنا فقط ؛ وقد دقت ناقوس الخطر أيضا من قبل الهياكل الدولية المتخصصة في مكافحة العنصرية والتعصب. والأخطر من ذلك ، أن الأفكار المعادية للأرمن تنتشر بين جيل الشباب الأذربيجاني ، مما يعرض مستقبل التعايش السلمي للخطر.»
في أيار / مايو 2011، اقترح شافارش كوتشاريان، نائب وزير الخارجية الأرميني، وجود صلة بين المستوى العالي للمشاعر المعادية للأرمن في أذربيجان وانخفاض مستوى الديمقراطية في ذلك البلد، قائلاً: «"لم تجد القيادة الأذربيجانية أي عامل توحد شعبه حول النظام الوراثي باستثناء معاداة الأرمن لبساطة الأمر"».
في 7 أكتوبر 2008، زعم بيان وزارة الخارجية الأرمينية لمكتب المؤسسات الديمقراطية وحقوق الإنسان التابع لمنظمة الأمن والتعاون في أوروبا أن «الدعاية المعادية للأرمن أصبحت أكثر فأكثر جزءًا أساسيًا من سياسة أذربيجان الرسمية». وألقى البيان باللوم على الحكومة الأذربيجانية في «تطوير وتنفيذ حملة دعائية واسعة النطاق، ونشر الكراهية العنصرية والتحيز ضد الأرمن. مثل هذا السلوك من جانب السلطات الأذربيجانية يخلق تهديدًا خطيرًا للسلام والاستقرار الإقليميين» وقارن بين أذربيجان وألمانيا النازية قائلة «لا يسع المرء إلا أن يقارن مع الهستيريا المعادية لليهود المماثلة إلى حد كبير في الرايخ الثالث في الثلاثينيات وأوائل الأربعينيات من القرن الماضي، حيث كما كانت العناصر المذكورة أعلاه من الكراهية العنصرية الصريحة جلية».
وزعم الجانب الأرميني أيضًا أن الحكومة الأذربيجانية «تستخدم الدوائر الأكاديمية بنشاط» من أجل «تشويه الحقائق التاريخية وإعادة كتابتها». كما اتهمت أذربيجان بـ «التخريب المتعمد للآثار والمقابر الثقافية الأرمنية في الأراضي التي يسكنها الأرمن تاريخيا، وكذلك ضد نصب الإبادة الجماعية للأرمن في جميع أنحاء العالم» ووصفت تدمير المقبرة الأرمنية في جلفا بأنها «أفظع قضية».

### أذربيجان
في 28 تشرين الثاني / نوفمبر 2012، خلال المؤتمر الاستعراضي لمنظمة الأمن والتعاون في أوروبا، ذكر وفد أذربيجان أنه «لا ينبغي لأرمينيا أن تتغاضى عن أن دحض مزاعمها الكاذبة لأذربيجان في الدعاية المعادية للأرمن ونشر الكراهية هو بلا شك حقيقة أنه، على عكس أرمينيا، التي طهرت أراضيها من جميع الأذربيجانيين وغيرهم من غير الأرمن وأصبحت دولة أحادية العرق بشكل فريد. تتمتع أذربيجان بسجل معترف به في جميع أنحاء العالم من التسامح والتعايش السلمي بين مختلف الجماعات العرقية والدينية. يتم توجيه هذا التقليد في الموقع الجغرافي للبلد عند مفترق الطرق بين الشرق والغرب، مما خلق فرصًا للشعب الأذربيجاني للاستفادة من القيم الثقافية والدينية للثقافات والأديان المختلفة».

في 22 يونيو 2011، عقد إلهام علييف ورئيس المفوضية الأوروبية خوسيه مانويل باروسو مؤتمرًا صحفيًا مشتركًا سأل خلاله صحفي إذاعة أوروبا الحرة:
 • س:«لدي سؤال واحد فقط للسيد علييف ، إذا جاز لي ذلك. خاطب نظيركم الأرميني قبل قليل اليوم مجلس أوروبا وقال بشكل أساسي إن تزايد رهاب الأرمن في أذربيجان وكذلك الموقف المشكوك فيه لأذربيجان من مبادئ مدريد قد يمثل مشكلة في قازان في غضون يومين. هل يمكنك إعطاء رد فعل على هذه التعليقات؟"»

 • ج: «"حسنا لم اسمعها. سمعتها منك. إذا قيل إنه أمر مؤسف للغاية لأن الشخص الذي شارك شخصيا في العمليات العسكرية ضد المدنيين الأذربيجانيين في خوجالي يتحدث عن رهاب الأرمن في أذربيجان. إنه أمر سخيف للغاية. الأذربيجانيون ضحايا العدوان. أراضينا تحت الاحتلال. نفذت أرمينيا سياسة التطهير العرقي ضد الأذربيجانيين وتم طرد 700000 أذربيجاني من الأراضي الواقعة خارج الحدود الإدارية لمترفعات قره باغ".»

## إنظر أيضا
• معاداة الأرمن
 • معاداة الترك والأذر في أرمينيا